# (3333) Schaber
(3333) Schaber (1980 TG5; 1975 XM2; 1964 WR) ist ein ungefähr 26,5 Kilometer großer Asteroid des äußeren Hauptgürtels, der am 9. Oktober 1980 von der US-amerikanischen Astronomin Carolyn Shoemaker (1929–2021) am Palomar-Observatorium (IAU-Code 675) entdeckt wurde. Die Bahnelemente von (3333) Schaber ähneln sich mit denen der Asteroiden (10) Hygiea, (62) Erato und (120) Lachesis.

## Benennung
(3333) Schaber wurde nach Gerald G. Schaber (* 1938) benannt, der Geologe beim United States Geological Survey und ab 1983 Leiter des Zweigs der Astrogeologie war. Er ist besonders Forschungen zur Geologie des Mondes (Selenologie), des Merkur, der Venus, des Mars und des Mond des Sonnensystems Io sowie für die Anwendung des Radars bei der Untersuchung der erdähnlichen Himmelskörper. Zusammen mit John F. McCauley und Carol S. Breed war er Mitentdecker alter vergrabenen Flussläufe in der westlichen Wüste Ägyptens.